# シャットダウン (映画)
『シャットダウン』（スロバキア語：Dôverný nepriateľ、チェコ語：Důvěrný nepřítel）は、2018年のスロバキア・チェコのSF映画。

## あらすじ
芸術家のズザナは夫アンドレイが開発した最先端のAIが搭載されているスマートハウスに住むことになる。二人は快適に過ごしていたがある日、差出人不明の花束や贈り物などが届くといった不可解な現象が続発する。

## スタッフ
- 監督：カレル・ヤニック
- 脚本：カレル・ヤニック、ルボミール・スリフカ
- 製作：エステル・ホニソバ
- 音楽：オンジェイ・ブルゾボハティ
- 撮影：マルティン・サハ
- 編集：アロイス・フィサーレク

## キャスト
- ズザナ：ガブリエラ・マルチンコワ
- アンドレイ：ボイチェク・ダイク
- モニカ：ズザナ・ポロブヤコバ
- マックス：オンドレイ・マリー
- 上司：ウラディミール・ハイドゥ
- 画商：パヴェル・リムスキー
- 配達員：マテイ・マルーシン
- 捜査官：ロマン・ルクナール